# بالی‌قایه
بالی‌قایه (به ترکی آذربایجانی: Ballıqaya) یک منطقهٔ مسکونی در جمهوری آذربایجان است که در شهرستان گران‌بوی واقع شده‌است.